# Cyclocephala dolichotarsa
Cyclocephala dolichotarsa är en skalbaggsart som beskrevs av Brett C.Ratcliffe och Ronald D. Cave 2008. Cyclocephala dolichotarsa ingår i släktet Cyclocephala och familjen Dynastidae. Inga underarter finns listade i Catalogue of Life.